# 第121回日劇學院賞
←第120回 - 第121回 - 第122回→
第121回日劇學院賞，針對2024年7月到9月在日本播出夏季檔連續劇所做出的投票與評比。本季獲最優秀作品賞為TBS電視台的《西園寺小姐不做家事》，此劇共獲二項獎項；本季獲最多獎項的作品為NHK晨間劇《如虎添翼》，共獲三項獎項。

## 得獎名單

### 最佳作品
| 得獎/名次 | 連續劇                           |
| --------- | -------------------------------- |
|           | 西園寺小姐不做家事               |
| 2         | 如虎添翼                         |
| 3         | 新宿野戰醫院                     |
| 4         | 不是因為家人才愛，而是愛的是家人 |
| 5         | 那孩子的孩子                     |
| 6         | 海的開始                         |

讀者票：1. 西園寺小姐不做家事；2. 海的開始；3. 黑色止血鉗2；4. 富豪鮮師；5. 聽見向陽之聲
記者票：1. 西園寺小姐不做家事；2. 如虎添翼；3. 新宿野戰醫院；4. 不是因為家人才愛，而是愛的是家人；5. 直到破壞了丈夫的家庭
評審票：1. 新宿野戰醫院、如虎添翼；3. 那孩子的孩子；4. 西園寺小姐不做家事；5. 班上的女同學，我全都喜歡過

### 最佳男主角
| 得獎/名次 | 演員     | 連續劇           |
| --------- | -------- | ---------------- |
|           | 目黑蓮   | 海的開始         |
| 2         | 仲野太賀 | 新宿野戰醫院     |
| 3         | 二宮和也 | 黑色止血鉗2      |
| 4         | 山田涼介 | 富豪鮮師         |
| 5         | 成田凌   | 積雪下的孤寂靈魂 |

讀者票：1. 目黑蓮（海的開始）；2. 二宮和也（黑色止血鉗2）；3. 山田涼介（富豪鮮師）；4. 渡邊翔太（青島君很壞）；5. 成田凌（積雪下的孤寂靈魂）
記者票：1. 目黑蓮（海的開始）；2. 仲野太賀（新宿野戰醫院）；3. 二宮和也（黑色止血鉗2）；4. 成田凌（積雪下的孤寂靈魂）；5. 山田涼介（富豪鮮師）
評審票：1. 仲野太賀（新宿野戰醫院）；2. 目黑蓮（海的開始）；3. 山田涼介（富豪鮮師）；4. 高橋文哉（傳說頭目翔）、二宮和也（黑色止血鉗2）

### 最佳女主角
| 得獎/名次 | 演員       | 連續劇                           |
| --------- | ---------- | -------------------------------- |
|           | 伊藤沙莉   | 如虎添翼                         |
| 2         | 松本若菜   | 西園寺小姐不做家事               |
| 3         | 小池榮子   | 新宿野戰醫院                     |
| 4         | 河合優實   | 不是因為家人才愛，而是愛的是家人 |
| 5         | 松本真理香 | 直到破壞了丈夫的家庭             |

讀者票：1. 松本若菜（西園寺小姐不做家事）；2. 伊藤沙莉（如虎添翼）；3. 中村杏（青島君很壞）；4. 小芝風花（GO HOME）、小池榮子（新宿野戰醫院）
記者票：1. 伊藤沙莉（如虎添翼）；2. 松本若菜（西園寺小姐不做家事）；3. 松本真理香（直到破壞了丈夫的家庭）；4. 河合優實（不是因為家人才愛，而是愛的是家人）；5. 松下奈緒（Sky Castle）
評審票：1. 小池榮子（新宿野戰醫院）；2. 伊藤沙莉（如虎添翼）；3. 河合優實（不是因為家人才愛，而是愛的是家人）；4. 松本若菜（西園寺小姐不做家事）；5. 櫻田日和（那孩子的孩子）

### 最佳男配角
| 得獎/名次 | 演員       | 連續劇             |
| --------- | ---------- | ------------------ |
|           | 松村北斗   | 西園寺小姐不做家事 |
| 2         | 櫻井翔     | 微笑俄羅斯娃娃     |
| 3         | 池松壯亮   | 海的開始           |
| 4         | 細田佳央太 | 那孩子的孩子       |
| 5         | 松山研一   | 如虎添翼           |

讀者票：1. 松村北斗（西園寺小姐不做家事）；2. 池松壯亮（海的開始）；3. 阿部亮平（GO HOME）；4. 竹內涼真（黑色止血鉗2）；5. 向井康二（Mountain Doctor）
記者票：1. 松村北斗（西園寺小姐不做家事）；2. 櫻井翔（微笑俄羅斯娃娃）；3. 野村康太（直到破壞了丈夫的家庭）；4. 池松壯亮（海的開始）；5. 戶塚純貴（如虎添翼）
評審票：1. 細田佳央太（那孩子的孩子）；2. 櫻井翔（微笑俄羅斯娃娃）；3. 松山研一（如虎添翼）、吉田葵（不是因為家人才愛，而是愛的是家人）；5 池松壯亮（海的開始）

### 最佳女配角
| 得獎/名次 | 演員       | 連續劇       |
| --------- | ---------- | ------------ |
|           | 土居志央梨 | 如虎添翼     |
| 2         | 有村架純   | 海的開始     |
| 3         | 石田百合子 | 如虎添翼     |
| 4         | 泉谷星奈   | 海的開始     |
| 5         | 橋本愛     | 新宿野戰醫院 |

讀者票：1. 倉田瑛茉（西園寺小姐不做家事）；2. 泉谷星奈（海的開始）；3. 有村架純（海的開始）；4. 木南晴夏（富豪鮮師）；5. 大島優子（GO HOME）
記者票：1. 有村架純（海的開始）；2. 土居志央梨（如虎添翼）；3. 倉田瑛茉（西園寺小姐不做家事）；4. 小雪（Sky Castle）、大竹忍（海的開始）
評審票：1. 石田百合子（如虎添翼）；2. 土居志央梨（如虎添翼）；3. 茅島水樹（那孩子的孩子）、泉谷星奈（海的開始）、橋本愛（新宿野戰醫院）

### 最佳電視劇歌曲
| 得獎/名次 | 歌曲/演唱者                   | 連續劇             |
| --------- | ----------------------------- | ------------------ |
|           | 《再見，後會有期！》米津玄師  | 如虎添翼           |
| 2         | 《致新的戀人們》back number   | 海的開始           |
| 3         | 《粗目》愛繆                  | 積雪下的孤寂靈魂   |
| 4         | 《strawberry》BUMP OF CHICKEN | 西園寺小姐不做家事 |
| 5         | 《請忘了吧》Yorushika         | GO HOME            |

讀者票：

1.《strawberry》BUMP OF CHICKEN（西園寺小姐不做家事）

2.《致新的戀人們》back number（海的開始）

3.《你是我的》Snow Man（誰曾愛過我？）

4.《再見，後會有期！》米津玄師（如虎添翼）

5.《未來會發生什麼》小田和正（黑色止血鉗2） 

記者票：

1.《再見，後會有期！》米津玄師（如虎添翼）

2.《致新的戀人們》back number（海的開始）

3.《粗目》愛繆（積雪下的孤寂靈魂）

4.《比起法餐，我更喜歡在深夜和你一起做法式吐司》SARM（直到破壞了丈夫的家庭）

5.《戀愛的Boogie-night》南方之星（新宿野戰醫院）

評審票：

1.《再見，後會有期！》米津玄師（如虎添翼）

2.《請忘了吧》Yorushika（GO HOME）

2.《Charade》Superfly（圓秘的密子小姐）

2.《致新的戀人們》back number（海的開始）

5.《RuLe》Ado（富豪鮮師）

### 最佳劇本
| 得獎/名次 | 編劇       | 連續劇       |
| --------- | ---------- | ------------ |
|           | 宮藤官九郎 | 新宿野戰醫院 |
| 2         | 吉田惠里香 | 如虎添翼     |
| 3         | 蛭田直美   | 那孩子的孩子 |

### 最佳導演
| 得獎/名次 | 導演                                                   | 連續劇                           |
| --------- | ------------------------------------------------------ | -------------------------------- |
|           | 大九明子                                               | 不是因為家人才愛，而是愛的是家人 |
| 2         | 梛川善郎、安藤大佑、橋本万葉、伊集院悠、相澤一樹、酒井悠 | 如虎添翼                         |
| 3         | 上田迅、室井岳人、吉田大藏                             | 直到破壞了丈夫的家庭             |

## 外部連結
- 第121回日劇學院賞 （页面存档备份，存于）